# Ахелой и Геркулес
Ахелой и Геркулес — монументальная работа американского художника Томаса Бентона с аллегорическим изображением Ахелоя и Геркулеса.
Является символом сельскохозяйственного изобилия, представляя сцены во время сбора урожая на Среднем Западе США, которые были достигнуты после укрощения рек. Эта настенная роспись 1947 года первоначальное была ранее выставлена в универмаге в Канзас-Сити, штат Миссури; в настоящее время находится в коллекции Смитсоновского института.

## История
«Ахелой и Геркулес» была написана для показа в универмаге торговой сети Harzfeld's. Магазин специализировался на готовой одежде для женщин, и сам автор позже признал, что было странно видеть его работу в атмосфере шелковых ночных рубашек и духов. Это была его первая настенная роспись со времени его исторических росписей для Капитолия штата Миссури десять лет назад. После закрытия магазина в 1984 году его материнская компания Allied Stores Corporation подарила произведение Смитсоновскому институту в рамках программы Collections Acquisition Program. Картина была выставлена в Смитсоновском музее американского искусства, на втором этаже северного крыла.
Эта работа Бентона стала одной из ряда работ на тему «водной катастрофы», отражая озабоченность населения наводнениями и управлением водными ресурсами, которая была решена через общественные работы эпохи Великой депрессии и после неё. Экономика как Канзас-Сити, так и всего штата Миссури в 1940-х годах была в значительной степени основана на сельском хозяйстве, которое, в свою очередь, зависело от водоснабжения и было уязвимо для наводнений рек Миссури и Канзас. Томас Бентон создавал эту работу, когда Инженерные войска США начали борьбу с наводнениями в этих местах, в результате чего сельскохозяйственное плодородие внесло свой вклад в благополучие послевоенного времени.

## Описание
Картина была написана из яичной темперы и маслом на холсте, прикреплённом к фанерной панели размером 62 на 264 дюйма (160 на 671 см). Первая характеристика директора музея — Элизабет Браун (Elizabeth Broun) — о работе была нелестной, она назвала её безвкусной.
Центральная фигура — мускулистый мужчина, символизирующий Геркулеса, без рубашки и в джинсах, сражающийся со злым быком, символизирующим Ахелоя — бога рек, аналогично его борьбе с критским быком. Другой мужчина, также одетый в синие джинсы и тоже с голым торсом, стоит у бедра быка и держит конец веревки, которая закручивается и оканчивается в руке другого человека на переднем плане, прекратившего рубку дерева. Хвост быка указывает на раскинувшийся вдали лес, из-за которого выступают сарай и бункер. Волнообразная прерывающаяся линия веревки и хвоста визуально соединяют лес и производимую из него древесину.
В правой половине картины преобладает гигантский рог изобилия с дарами урожая, сыплющимися из него, на котором темноволосая женщина с закрытыми глазами откинулась, опираясь на локоть. Стоящая над ней блондинка держит на ветру кусок красной материи, вытягивая правую руку, чтобы возложить лавровый венок на её голову. Темнокожий мальчик, одетый в комбинезон, сидит рядом с женщинами на роге изобилия и держит конусообразную ёмкость. Крайний слева мужчина, также с тёмной кожей, опирается на ограждение и смотрит на борьбу с быком, в ожидании результата. Три снопа соломы поднимаются в поле позади него, на краю поля стоит фермерская телега. На переднем плане справа изображён четвёртый сноп, рядом с которым мужчина на коленях высыпает из корзины початки кукурузы. На заднем плане за ним изображён пароход, символизирующий укрощение реки.